# 北アメリカ星雲
北アメリカ星雲（きたあめりかせいうん、NGC 7000、Sh2-117、Caldwell 20）は、はくちょう座の尾部、デネブの近くに見える散光星雲である。18世紀の天文学者ウィリアム・ハーシェルによって発見された。形が北アメリカ大陸に似ているところから名づけられた。見かけの大きさは面積にして満月の十倍ほどと広大であるが、暗いため肉眼での観測は余程空の暗い場所でもなければ、ほぼ不可能である。ある程度の口径と広視界を持つ双眼鏡を使えば、しみのような星雲の姿を観測することができる。赤い星雲の姿を確認するには写真撮影する必要がある。
実際には、北アメリカ星雲とその隣にあるペリカン星雲とは、電離した水素からなる同一の星間雲の一部である。星雲と太陽系の間には別の宇宙塵を多く含む暗黒星雲の帯があり、これが星と星雲の光を吸収するため我々の知る星雲の形となっている。星雲までの距離は特定されていない。この星雲は近くの恒星の紫外線を受けて発光しているので、紫外線の元となる恒星が分かれば距離を特定できる。一説によればその恒星はデネブであり、それが正しければ距離はおよそ1800光年、星雲の実寸は100光年となる。しかし、デネブは星雲中の水素を励起できるほど表面温度は高くなく、現在は否定されている。